# Finale (Erzählungen)

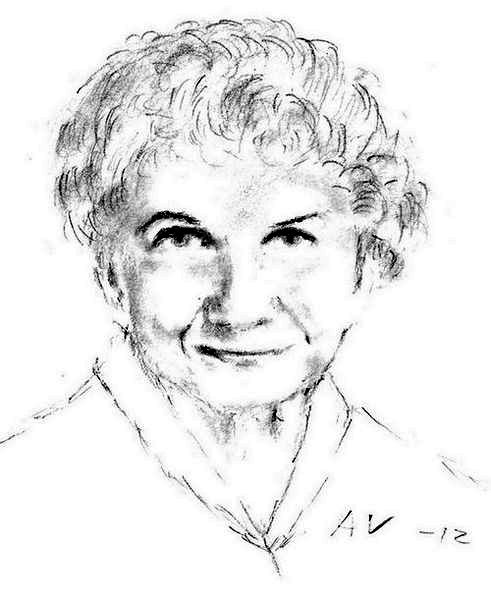
Alice Munro, Nobelpreis für Literatur 2013

Finale besteht aus vier Erzählungen von Alice Munro, The Eye, Night, Voices und Dear Life aus den Jahren 2011 und 2012. Drei der Werke sind auch andernorts erschienen: The Eye zeitweise im The Guardian, Night in der Zeitschrift Granta und Dear Life in The New Yorker, dort als „Personal History“ mit dem Untertitel „A childhood visitation“.
Finale ist der Zwischentitel für die letzten vier Werke in Munros jüngster Kurzgeschichtensammlung Dear Life (2012), auf Deutsch erschienen mit dem Titel Liebes Leben (2013). In drei Sätzen erläutert Munro, dass diese vier Werke keine Geschichten im eigentlichen Sinne seien, dass sie eine in sich abgeschlossene Einheit bilden, die sich autobiografisch anfühle, obwohl es manchmal nicht ganz so sei und dass sie glaube, dass dies die ersten und die letzten – und die ihr am nächsten stehenden – Dinge seien, die sie über ihr eigenes Leben zu sagen habe.
Es handele sich um eine interessante Abwechslung, die aus reizvollen Extras bestehe, vom Stil her einfacher als die anderen Werke der Sammlung und im Ton ein bisschen bitterer, diagnostiziert Louise Doughty ihrem Review der Sammlung in The Guardian. Sollte Munro je ihre Erinnerungen verfassen, so Doughty, wären diese Werke eine Vorschau darauf. Tatsächlich habe Munro sich hier erstmals zu ihrem eigenen Leben geäußert. Christian Lorentzen formulierte im Juni 2013 in London Review of Books seine Verwunderung über den Konsens, den es zu Munros Werk zu geben scheine. Er meint, dass die Skizzen der Coda explizit als autobiographisch präsentiert würden und Erkennbares aus den früheren Büchern enthalten: das Haus am Ende der Straße, das Geschlagenwerden, Prüderie im Dorfleben und eine Blinddarmoperation, bei der auch eine Wucherung gefunden wird. Sex und Krebs seien zwei Tabus, die jetzt nicht mehr beständen, und es könne darüber wohl nicht genug geschrieben werden. Die Zeit werde zurückersehnt, in der es größere Unschuld und mehr Scham gegeben habe, und dies erkläre scheinbar viel bezüglich Munros Popularität, so Lorentzens Fazit. Jane Smiley schreibt im Guardian im Juli 2013, dass Munro in diesen vier Werken früheres Material aus neuer Sicht beleuchte und dass sie dies auf eine weisere und akzeptierendere Art und Weise tue.

## Das Auge (The Eye)
Etwas anderes zu fühlen, als die Mutter es über einen sagt, das beginnt für die Ich-Erzählerin mit der Geburt der Geschwister und sie freundet sich mit der Haushaltshilfe namens Sadie an. Infolge einer tragischen Begebenheit ereignet sich etwas, was der Ich-Erzählerin lange nicht aus dem Kopf geht, aber letztlich doch, weil die Ablenkung durch die Schule stark genug gewesen sei. The Eye besteht aus vier Abschnitten und insgesamt 14 Seiten. Im kürzesten, zweiten Abschnitt findet ein Verhör statt, das von der Ich-Erzählerin nach eigener Einschätzung mit taktischem Kalkül souverän beendet wird.
In diesem Werk werde gezeigt, wie Realität angesichts des Todes zugunsten der Imagination abtritt, so Anne Enright im The Guardian. Hier werde von einer Fünfjährigen erzählt und davon, ein Kindermädchen als Bezugsperson zu bekommen, weil es jüngere Geschwister gibt. Zwischen den Zeilen gehe es dabei subtil um Eifersucht auf die Geschwister und dass daraus die Abnabelung von der Mutter erfolgt sei. Bei der Mutter wiederum habe diese Bindung der ältesten Tochter zum Kindermädchen Neid und Verlustängste ausgelöst, so die Sicht von Elke Schröder.

## Nacht (Night)
Zwei Schlaflose in derselben Familie teilen nach heimlichen nächtlichen Ausflügen der einen Seite im Morgengrauen ein paar Minuten des Dialogs miteinander, woraufhin einer der beiden wieder schlafen kann. Der andere sei nicht verwundert gewesen über die Person, die ihm da etwas Schwerwiegendes erzählt. Auch habe er sie weder verhöhnt noch sei er alarmiert gewesen, sagt die Ich-Erzählerin. Dass die Vierzehnjährige gegenüber der neunjährigen Schwester die Rolle einer furchterregenden Geschichtenerzählerin eingenommen hat, sei ein Aspekt aus Munros eigenem Entwicklungsprozess. Das Werk besteht aus drei Abschnitten und insgesamt 15 Seiten. Vom ersten zum dritten Abschnitt nimmt die Länge deutlich ab.

## Stimmen (Voices)
Die etwa zehnjährige Erzählerin wird von ihrer Mutter zu einer Tanzgelegenheit mit in die Stadt genommen und bei dem, was sie sieht und hört, entwickelt sie erotische Fantasien. In einer Szene stehen uniformierte junge Männer an einer Treppe um eine weinende gleichaltrige Frau herum und einer von ihnen versucht sie mit weicher Stimme zu trösten. Voices besteht aus drei Abschnitten und insgesamt 13 Seiten. Der letzte Abschnitt besteht aus zwei kurzen Sätzen und einem Hinweis zur Frage, aus welchem Grund die Frau geweint haben könnte, was die Erzählerin erst im Nachhinein zu verstehen glaubt. Hier werde gezeigt wie das wirkliche Leben Details aufwirft, die für Belletristik zu laut seien, etwa die Art der Bekleidung einer Prostituierten.

## Liebes Leben (Dear Life)
Die Ich-Erzählerin versucht sich eine Begebenheit ihrer Kindheit zu erklären, in der ihre Mutter sie eilig aus dem Kinderwagen mit ins Haus genommen hatte und sich dort vor unerwünschtem Besuch versteckt hielt. Als die Erzählerin nach langen Jahren einen Hinweis findet und diesem nachgeht, hat sie den Wunsch, mit ihrer Mutter über ihre Vermutungen zu sprechen, was aber nicht ginge, weil jene nicht mehr zur Verfügung stehe. Dear Life besteht aus sechs Abschnitten und insgesamt 20 Seiten. Der sechste Abschnitt ist der kürzeste und die Erzählerin, die bei der Beerdigung der Mutter nicht anwesend war, beendet ihn in einem versöhnlichen Ton sich selbst gegenüber. Im Leben geschehe es, dass ein Detail wie ein ungewöhnlicher Name nirgendwohin führt, anders als in Geschichten, so die Ich-Erzählerin. Die Buchversion von 2012 hat im Vergleich zur Zeitschriftenversion von 2011 einen neuen Schluss.